# Фо-де-Пейр
Фо-де-Пейр (фр. Fau-de-Peyre) — колишній муніципалітет у Франції, у регіоні Окситанія, департамент Лозер. Населення — 186 осіб (2011).
Муніципалітет був розташований на відстані близько 470 км на південь від Парижа, 140 км на північ від Монпельє, 34 км на північний захід від Манда.

## Історія
До 2015 року муніципалітет перебував у складі регіону Лангедок-Русійон. Від 1 січня 2016 року належав до нового об'єднаного регіону Окситанія.
1 січня 2017 року Фо-де-Пейр, Омон-Обрак, Ла-Шаз-де-Пейр, Жаволь, Сент-Коломб-де-Пейр i Сен-Совер-де-Пейр було об'єднано в новий муніципалітет Пейр-ан-Обрак.

## Демографія
Динаміка населення (Cassini ):
Розподіл населення за віком та статтю (2006):
| Стать | Всього | До 15 років | 15-24 | 25-44 | 45-64 | 65-85 | Понад 85 |
| --- | ------ | ----------- | ----- | ----- | ----- | ----- | -------- |
| Чоловіки | 108    | 20          | 16    | 32    | 12    | 28    | 0        |
| Жінки | 68     | 4           | 4     | 28    | 12    | 16    | 4        |
| \| Статево-вікова піраміда \| Статево-вікова піраміда \| Статево-вікова піраміда \| \| ----------------------- \| ----------------------- \| ----------------------- \| \| Чоловіки \| Вік \| Жінки \| \| 0 \| 85 + \| 4 \| \| 0 \| 80-84 \| 0 \| \| 16 \| 75-79 \| 4 \| \| 12 \| 70-74 \| 8 \| \| 0 \| 65-69 \| 4 \| \| 8 \| 60-64 \| 8 \| \| 4 \| 55-59 \| 0 \| \| 0 \| 50-54 \| 0 \| \| 0 \| 45-49 \| 4 \| \| 8 \| 40-44 \| 4 \| \| 8 \| 35-39 \| 12 \| \| 12 \| 30-34 \| 8 \| \| 4 \| 25-29 \| 4 \| \| 4 \| 20-24 \| 0 \| \| 12 \| 15-20 \| 4 \| \| 4 \| 10-14 \| 4 \| \| 8 \| 5-9 \| 0 \| \| 8 \| 0-4 \| 0 \| |        |             |       |       |       |       |          |
| Статево-вікова піраміда |        |             |       |       |       |       |          |
| Чоловіки | Вік    | Жінки       |       |       |       |       |          |
| 0 | 85 +   | 4           |       |       |       |       |          |
| 0 | 80-84  | 0           |       |       |       |       |          |
| 16 | 75-79  | 4           |       |       |       |       |          |
| 12 | 70-74  | 8           |       |       |       |       |          |
| 0 | 65-69  | 4           |       |       |       |       |          |
| 8 | 60-64  | 8           |       |       |       |       |          |
| 4 | 55-59  | 0           |       |       |       |       |          |
| 0 | 50-54  | 0           |       |       |       |       |          |
| 0 | 45-49  | 4           |       |       |       |       |          |
| 8 | 40-44  | 4           |       |       |       |       |          |
| 8 | 35-39  | 12          |       |       |       |       |          |
| 12 | 30-34  | 8           |       |       |       |       |          |
| 4 | 25-29  | 4           |       |       |       |       |          |
| 4 | 20-24  | 0           |       |       |       |       |          |
| 12 | 15-20  | 4           |       |       |       |       |          |
| 4 | 10-14  | 4           |       |       |       |       |          |
| 8 | 5-9    | 0           |       |       |       |       |          |
| 8 | 0-4    | 0           |       |       |       |       |          |

## Економіка
2010 року серед 96 осіб працездатного віку (15—64 років) 69 були активними, 27 — неактивними (показник активності 71,9%, у 1999 році було 62,0%). З 69 активних мешканців працювало 67 осіб (36 чоловіків та 31 жінка), безробітними було 2 (1 чоловік та 1 жінка). Серед 27 неактивних 9 осіб було учнями чи студентами, 8 — пенсіонерами, 10 були неактивними з інших причин.

У 2010 році в муніципалітеті числилось 78 оподаткованих домогосподарств, у яких проживали 192,0 особи, медіана доходів виносила 11 485 євро на одного особоспоживача